# マイティミニ四駆
マイティミニ四駆（マイティミニよんく）はタミヤが販売していたミニ四駆シリーズである。単三電池2本を動力源とする。
現在は販売されてない。

## 機構
シャーシ
エアロミニ四駆と同じスーパーX、XXシャーシ、VSシャーシとなっている。
電池
単三電池2本を使用する。
ギヤ・モーター
基本的にプロペラシャフトを使うミニ四駆と互換性がある。
シャフト
オンロードタイプのミニ四駆と互換性がある。